# فیرناو
فیرناو (به آلمانی: Viernau) یک شهر در آلمان است که در اشمالکالدن-ماینینگن واقع شده‌است. فیرناو ۲٬۱۵۹ نفر جمعیت دارد.